# Отинія (гміна)
Ґміна Отиня — адміністративна субодиниця Тлумацького повіту Станіславського воєводства і Крайсгауптманшафту Станіслав. Утворена 1 серпня 1934 року згідно з розпорядженням Міністерства внутрішніх справ РП від 26 липня 1934 за підписом міністра Мар'яна Зиндрама-Косьцялковського. Центр — Отинія не входив до ґміни.

## Короткі відомості
Утворена на території попередніх самоврядних сільських ґмін Бабянка, Ґрабіч, Голоскув, Красілувка, Кшивотули Старе, Молодилув, Нова Вєсь, Скопувка, Струпкув, Угорнікі, Віноґрад, Ворона. Згідно адміністративної реформи, місто Отинія стало центром сільської ґміни Отиня. 
У 1934 р. територія ґміни становила 116,61 км². Населення ґміни станом на 1931 рік становило 15 195 осіб. Налічувалось 3 200 житлових будинків.
Ґміна ліквідована 17 січня 1940 р. у зв’язку з утворенням Отинянського району. Ґміна була відновлена на час німецької окупації з липня 1941 р. до липня 1944 р.